# Jason Lowndes
Jason Lowndes (Kalgoorlie, 14 december 1994 – Bendigo, 22 december 2017) was een Australisch wielrenner die onder meer reed voor Drapac en Israel Cycling Academy.

## Carrière
In 2015 werd Lowndes onder meer vijfde in de door Matteo Dal-Cin gewonnen Grote Prijs van Saguenay en zevende in de door Eric Young gewonnen Delta Road Race.
Zijn debuut voor Drapac maakte hij in het Australisch beloftenkampioenschap op de weg, hij werd hier tiende. In diezelfde maand nam hij deel aan de Ronde van San Luis. In de laatste etappe sprintte hij achter Jakub Mareczko en Elia Viviani naar de derde plaats. In de tweede etappe van de Ronde van Taiwan werd Lowndes tweede in de pelotonsprint, bijna tweeënhalve minuut nadat Stepan Astafjev solo als eerste over de eindstreep was gekomen. Hij beëindigde zijn seizoen met een zesde plaats op het wereldkampioenschap op de weg voor beloften.
In 2017 verruilde hij zijn Australische ploeg voor het Israëlische Israel Cycling Academy. Zijn debuut voor de ploeg maakte hij in de Ronde van Valencia, waar hij met zijn teamgenoten op plek 23 eindigde in de openingsploegentijdrit. Een dag later moest hij opgeven. Later die maand reed hij de Ronde van Alentejo, waar de zeventiende plek in de tweede etappe zijn beste klassering was. In juni sprintte hij in de eerste etappe van de Ronde van Korea naar de vijfde plaats. Na zijn derde plaats in de laatste etappe eindigde hij op de vijfde plaats in het puntenklassement. In juli kwam hij dicht bij zijn eerste profoverwinning: in de derde etappe van de Ronde van Oostenrijk was enkel Elia Viviani sneller in de sprint.
Op 22 december 2017 overleed Lowndes, nadat hij tijdens een trainingsrit in zijn woonplaats Bendigo werd aangereden door een automobilist. Hij zou in 2018 uitkomen voor JLT Condor.

## Overwinningen
2015
Jongerenklassement Grote Prijs van Saguenay

## Ploegen
- 2015 –  Garneau Québecor
- 2016 –  Drapac Professional Cycling
- 2017 –  Israel Cycling Academy

Brown · Canty · Clarke · Earle · Evans · Jones · Kerby · Koning · Lowndes · Mannion · Meyer · Mouris · Norris · Phelan · Roe · Scully · Spokes · Sulzberger
Boivin · Craven · Dempster · Díaz · Goldstein · Lemus · Lowndes · Neilands · Perry · Räim · Sagiv · Schreurs · Turek · Williams · van Winden · Yechezkel · Einhorn (stagiair) · Niv (stagiair) · Sessler (stagiair)